# کوچاخ ماوتن
کوچاخ ماوتن (به آلمانی: Kötschach-Mauthen) یک منطقهٔ مسکونی در اتریش است که در ناحیه هرماگور واقع شده‌است. کوچاخ موتن ۳٬۵۳۹ نفر جمعیت دارد.